# Ultramikroskop

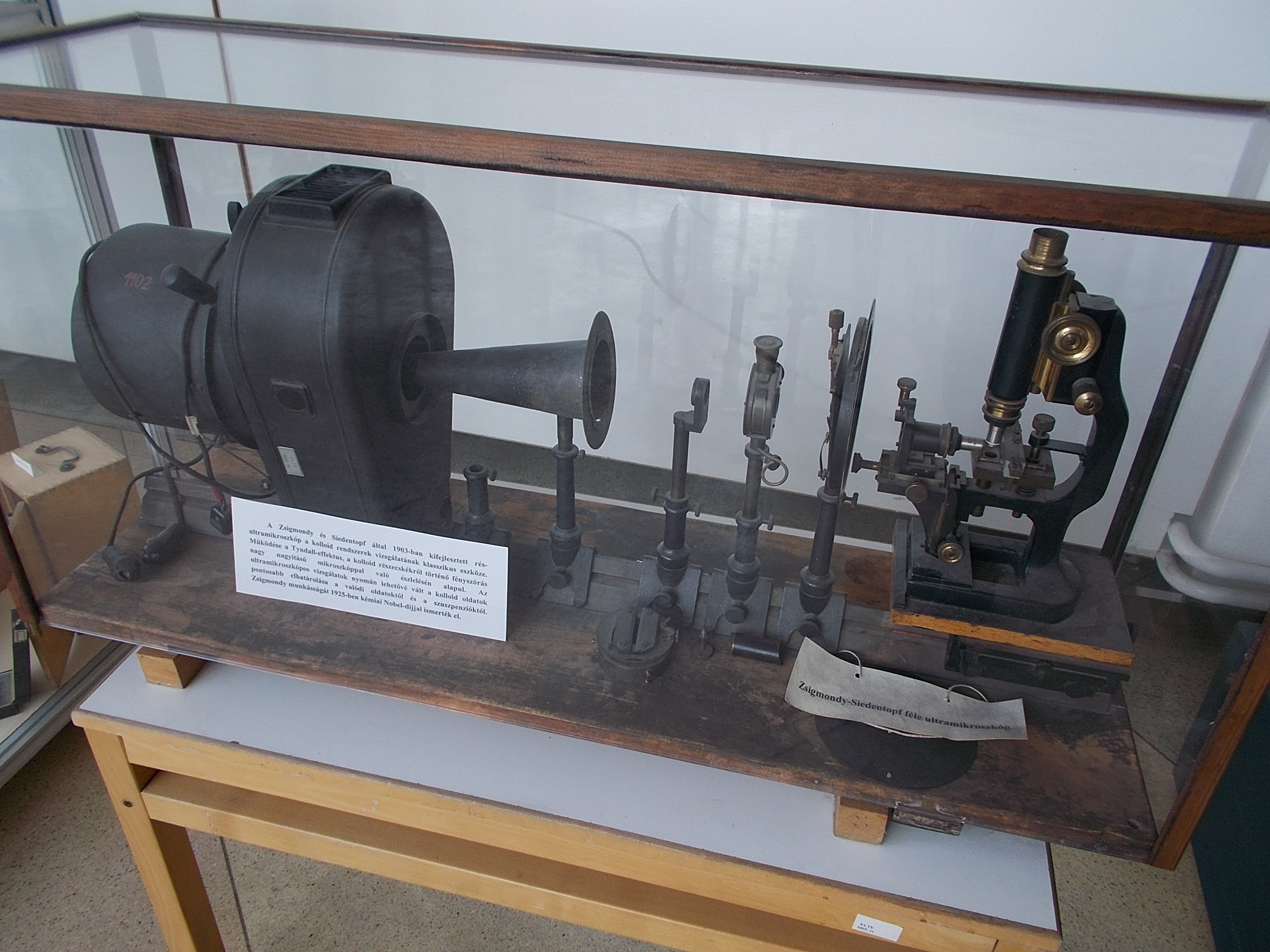
Ultramikroskop i museum.

Ultramikroskop är en uppfinning av Richard Adolf Zsigmondy. Mikroskopet var viktigt för att han skulle kunna utföra sin forskning om kolloida lösningar. Zsigmondy fick Nobelpriset i kemi 1925 dels för ultramikroskopet, dels för sin forskning rörande kolloida lösningar. Med mikroskopet kunde man studera hur mycket små partiklar i gas eller vätska rör sig i Brownsk rörelse. Det användes också i experiment för att mäta elektronens laddning och för att observera spåren av laddade partiklar i dimkammare.
Ultramikroskopets funktion bygger på att dess belysningsanordning gör det möjligt att se föremål som är mindre än vad som svarar mot dess upplösningsförmåga. Ljus från lampan hindras från att direkt kunna tränga in i objektivet, t. ex. genom att det får falla in parallellt med mikroskopbordet mot objektet, som består av svävande partiklar i luften eller i en vätska. Allt ljus som träffar objektivet har då spritt av partiklarna.